# أناستازيا كوزمينا
أناستازيا كوزمينا (بالأوكرانية: Анастасія Кузьміна)‏ هي راقصة أوكرانية، ولدت في 21 مارس 1993 في كييف في أوكرانيا.